# Barreau de la Côte-Nord
Le Barreau de la Côte-Nord est un barreau de section du Barreau du Québec.

## Description
Le Barreau de la Côte-Nord est un barreau québécois indépendant, bien qu'il envoie des membres siéger au Conseil d'administration et au Conseil des sections du Barreau du Québec et qu'ils y ont le droit de vote,. En tant qu'ordre professionnel d'avocats, le Barreau de la Côte-Nord offre des services d'accès à la justice aux citoyens qui les requièrent tout en veillant aux intérêts de ses membres et à la transparence de leur profession,.
Créé en 1975 à partir du Barreau du Saguenay, le Barreau de la Côte-Nord est un barreau section, c'est-à-dire qu'il est une subdivision à la fois géographique et juridique du territoire québécois afin de procurer un meilleur accès à la justice aux citoyens,,. Étant donné l'ampleur du territoire sous la juridiction du Barreau de la Côte-Nord, ce dernier est composé de deux districts judiciaires, chacun possédant au moins un palais de justice. Les districts judiciaires du Barreau de la Côte-Nord sont les districts de Baie-Comeau et de Mingan.
L'instance régissant les activités du Barreau de la Côte-Nord est le Conseil d'administration, sur lequel siège un bâtonnier, un premier conseiller, un trésorier, un administrateur, un secrétaire et trois conseillers.
En 2017, 103 avocats sont membres du Barreau de la Côte-Nord.

## Historique
À venir.

## Liste des bâtonniers de la Côte-Nord
Le bâtonnier de la Côte-Nord, ou la bâtonnière de la Côte-Nord, est élu au suffrage universel par l'ensemble des membres du Barreau de la Côte-Nord et son mandat est d'une seule année, renouvelable sous certaines conditions.
Gras → indique un bâtonnier du Québec.
- Guy Pettigrew (1976-1977)
- Paul Corriveau (1977-1978)
- René Boucher (1978-1979)
- Jean Nadeau (1979-1980)
- André Gauthier (1981-1983)
- Claude Tremblay (1983-1985)
- Gabriel de Pokomandy (1985-1987)
- André Lavoie (1987-1989)
- Raymond Nepveu (1989-1991)
- Serge Francoeur (1991-1993)
- Réal Gauthier (1993-1994)
- Michel Parent (1994-1995)
- François Wullaert (1995-1997)
- François Landry (1997-1999)
- Yves Langlois (1999-2001)
- Nathalie Aubry (2001-2003)
- Brigitte Bhérer (2003-2005)
- Jean-Claude Dufour (2005-2007)
- Michel Claveau (2007-2009)
- Nancy Leblanc (2009-2011)
- Hubert Besnier (2011-2013)
- Jean-Rock Genest (2013-2015)
- Isabelle Blouin (2015-2017)
- Guylaine Trudeau (2017-2019)
- Anne-Marie Gauthier (2019-2021)

## Liste des municipalités dans les districts judiciaires

### District judiciaire de Baie-Comeau
- Baie-Comeau
- Baie-Trinité
- Betsiamites
- Chute-aux-Outardes
- Colombier
- Essipit
- Forestville
- Franquelin
- Godbout
- Les Bergeronnes
- Les Escoumins
- Longue-Rive
- Pointe-aux-Outardes
- Pointe-Lebel
- Portneuf-sur-Mer
- Ragueneau
- Sacré-Cœur
- Tadoussac

### District judiciaire de Mingan
- Baie-Johan-Beetz
- Blanc-Sablon
- Bonne-Espérance
- Côte-Nord-du-Golfe-du-Saint-Laurent
- Fermont
- Gros-Mécatina
- Havre-Saint-Pierre
- Kawawachikamach
- L'Île-d'Anticosti
- La Romaine
- Lac-John
- Longue-Pointe-de-Mingan
- Maliotenam
- Matimekosh
- Mingan
- Natashquan
- Pakuashipi
- Port-Cartier
- Rivière-au-Tonnerre
- Rivière-Saint-Jean
- Saint-Augustin
- Schefferville
- Sept-Îles
- Uashat

#### Droit
- Avocat, Juriste
- Droit au Québec, Droit civil
- Histoire du droit au Québec
- XXe siècle en droit au Québec, XXIe siècle en droit au Québec
- Système judiciaire du Québec, Loi du Québec
- Barreau du Québec, Bâtonnier du Québec
- Districts judiciaires du Québec
- Code civil du Bas-Canada, Code criminel du Canada